# Danijel Subašić
Danijel Subašić (phát âm tiếng Serbia-Croatia: [dǎnijel sûbaʃitɕ]; sinh ngày 27 tháng 10 năm 1984) là một cựu cầu thủ bóng đá chuyên nghiệp người Croatia từng thi đấu ở vị trí thủ môn.
Anh bắt đầu sự nghiệp của mình ở Croatia với CLB Zadar và Hajduk Split. Vào tháng 1 năm 2012, anh đã gia nhập Monaco, và từ đấy thực hiện hơn 250 lần góp mặt cho đội bóng. Anh vô địch giải Ligue 2 trong mùa giải 2012-13 và Ligue 1 trong 2016-17, và cũng đoạt được danh hiệu Thủ môn của Năm trong giải đấu mùa sau.
Subašić thi đấu quốc tế cho đội tuyển Croatia từ năm 2009 đến năm 2018. Anh đại diện cho đất nước tham dự hai kỳ FIFA World Cup (vào các năm 2014 và 2018) và hai kỳ UEFA Euro (vào các năm 2012 và 2016), giúp Croatia giành ngôi á quân của FIFA World Cup 2018.

## Sự nghiệp câu lạc bộ

### Zadar
Subašić bắt đầu sự nghiệp ở CLB quê nhà Zadar trong mùa giải 2003-04. Sau khi Zadar rớt hạng từ giải hạng Nhất Croatia Prva HNL cuối mùa 2004-05, anh đã trở thành cầu thủ góp mặt chính thức đội 1 trong khoảng thời gian câu lạc bộ ở giải hạng Hai Croatia Druga HNL.

### Hajduk Split
Trong mùa hè năm 2008, anh được cho mượn cho CLB Hajduk Split và ngay lập tức trở thành một thủ môn đá chính ở câu lạc bộ, xuất hiện trong tất cả 18 trận đấu trong nửa đầu mùa giải 2008-09. Vào kì nghỉ mùa đông của giải, câu lạc bộ quyết định chuyển đổi khoản cho mượn anh thành một chuyển nhượng vĩnh viễn. Subašić giữ vị trí của mình như là một thủ môn bắt chính nửa mùa còn lại, thêm 13 trận cho câu lạc bộ. Ở đầu mùa, anh cũng đã ba lần góp mặt cho câu lạc bộ tại vòng loại UEFA Europa League.
Trong mùa giải thứ hai của mình với Hajduk năm 2009-10, anh xuất hiện tổng cộng 28 trận thi đấu, cộng thêm hai lần có mặt trong UEFA Europa League, và cũng đã giúp cho câu lạc bộ vô địch Cúp Croatia năm 2009-10.
Trong mùa giải 2010-11, anh thực hiện thêm 20 lần góp mặt trong giải đấu. Subašić đã có một chấn thương đầu gối vào đầu tháng 11 kiến anh phải vắng mặt cho đến khi trước thềm năm mới. Anh luôn là sự lựa chọn đầu tiên cho vị trí thủ môn trước và sau khi bị thương. Trong mùa đó, Hajduk được có mặt tại giải UEFA Europa League, nơi mà Danijel chiếm giữ khung thành cho tất cả các trận đấu.

### Monaco

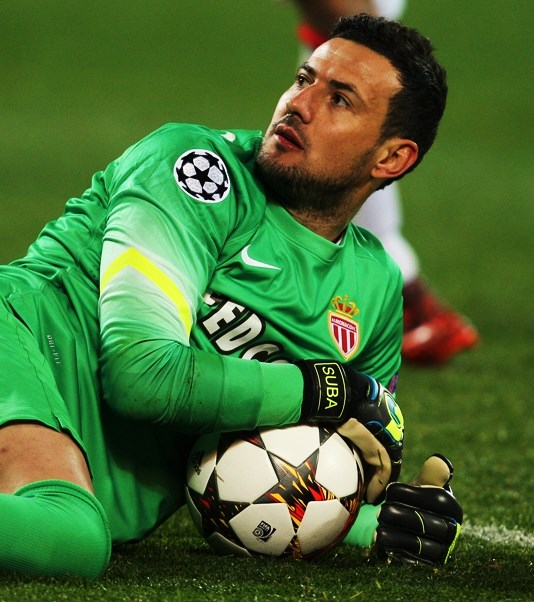
Subašić tại Monaco trong năm 2014.

Vào tháng 1 năm 2012, Subašić gia nhập AS Monaco trong giải Ligue 2. Anh đã đóng góp 17 trận cho câu lạc bộ trong mùa giải 2011-12, giữ năm sạch lướt 5 trận. Ở trận đấu cuối cùng của Ligue 2 mùa giải 2011-12, anh ghi bàn thắng từ 1 trái đá phạt ấn định tỉ số 2-1 giành chiến thắng trước Boulogne. Trong mùa giải 2012-13, Subašić là thành phần quan trọng trong việc vô địch giải hạng 2 và kiếm được 1 suất thăng hạng lên Ligue 1. Anh bỏ qua chỉ 3 trận đấu. Vào ngày 10 tháng tám 2013, anh chơi trận mở đầu của mình ở giải Ligue 1 cho Monaco trong một chiến thắng 2-0 trước Bordeaux.
Trong suốt mùa 2013-14, đó là mùa giải đầu tiên trong số 1, Subašić bốn lần giữ tấm lướt sạch và chỉ hứng chịu một thất bại trong tổng số 13 trận đấu của Monaco tại Ligue 1. Subašić chơi 35 trận đấu ở Ligue 1 và Monaco kết thúc ở vị trí thứ nhì cuối mùa đó. Trong mùa 2014-15, Subašić giữ liên tiếp tám lần sạch lướt; và chỉ vào ngày 8 tháng năm 2015, chiến tích giữ sạch sau 842 phút mới bị phá vỡ trong trận đấuđá hòa 1-1 với Guingamp. Trong mùa giải 2016-17, Subašić đã góp phần quan trọng vào lần vô địch đầu tiên của Monaco ở Ligue 1 sau 17 năm, vô đến vòng bán kết UEFA Champions League, và giành danh hiệu Thủ môn của Năm giải Ligue 1.

## Sự nghiệp quốc tế
Subašić đã ra mắt ở U21 Croatia, trong một trận đấu giao hữu với U21 Đan Mạch ngày 1 tháng năm 2006. Trong cùng năm đó, anh đá tổng cộng 6 trận quốc tế cùng với các đồng đội, bao gồm cả hai lần xuất hiện trong vòng loại U21 Châu Âu năm 2007.
Vào năm 2009, anh được gọi lên tuyển quốc gia Croatia, bắt chính lần đầu cho đội tuyển vào ngày 14 tháng năm 2009 trong một trận đấu giao hữu với Liechtenstein ở Vinkovci, chơi 90 phút và giữ sạch lướt Croatia với chiến thắng 5-0. Trong Tháng năm 2010, anh thắng thêm 2 trận giao hữu quốc tế gặp Áo và Estonia trên sân khách, giữ sạch lướt ở cả hai trận đấu. Sau khi Stipe Pletikosa nghỉ hưu khỏi bóng đá quốc tế vào năm 2014, Subašić trở thành lựa chọn thủ môn số một của Croatia.

### Euro 2016
Tháng năm 2016, Subašić là chọn lựa của Croatia cho đội hình chín thức thi đấu Euro 2016 ở Pháp. Subašić chơi cho tất cả các trận đấu bảng của Croatia, đặc biệt chơi một vai trò quan trọng trong trận Croatia thắng Tây Ban Nha 2-1; cứu thua một cú penalty từ Ramos, đánh dấu thất bại đầu tiên của Tây Ban Nha tại một trận đấu Euro kể từ năm 2004.

### World Cup 2018

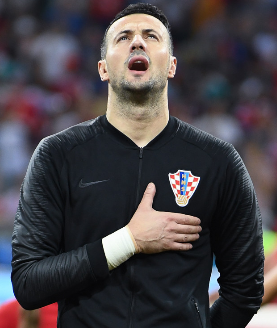
Subašić hát quốc ca với Croatia trước khi trận đấu với Nga ở World Cup 2018 diễn ra.

Trong tháng 5 năm 2018, anh được gọi tên trong đội hình 23 người của Croatia choWorld Cup 2018 ở Nga. Subašić đóng một vai trò cốt yếu của Croatia trận đấu với ĐT Đan Mạch trong vòng mười sáu, khi anh đã cản phá ba quả penalty trong loạt đá luân lưu; và đó cũng bằng số lần cứu thua của bởi Ricardo kể từ World Cup 2006. Tuy với màn trình diễn như thế, anh không giành được danh hiệu Cầu thủ của trận (Man of the Match), mà lại được dành cho đối thủ của mình là Kasper Schmeichel.
Vào ngày 7 tháng Bảy, trong trận tứ kết đấu đối đầu ĐT Nga, Subašić bị chấn thương nhỏ trong vài phút cuối của trận đấu, nhưng bất chấp điều này, Subašić vẫn tiếp tục chơi trận đấu, thực hiện những pha cứu thua xuất sắc. Trong loạt đá luân lưu, Subašić cản phá quả phạt đền đầu tiên từ Fyodor Smolov; từ đó trở thành thủ môn thứ ba duy nhất trong lịch sử World Cup đã cứu bốn hoặc nhiều hơn số các quả penalty tại vòng loại trực tiếp World Cup; sang bằng các kỉ lục thiết lập bởi hai thủ môn Sergio Goycochea (Argentina) và Harald Schumacher (Đức), và cũng khiến Croatia trở thành đội thứ hai tiến vào vòng trong bằng hai lượt đá luân lưu liên tiếp, sau Argentina năm 1990. Đội tuyển Croatia sau đó lọt vào trận chung kết và thua 2-4 trước Pháp, giành vị trí á quân. Sau giải đấu đó, Danijel Subašić kết thúc sự nghiệp thi đấu quốc tế ở đội tuyển quốc gia sau 9 năm gắn bó, tổng cộng anh đã thi đấu 44 trận.

## Đời tư
Subašić được sinh bởi người cha Croatia Jovo Subašić theo đạo Chính thống giáo, đến từ làng Zagrad gần Benkovac, và mẹ là người Croatia theo đạo công giáo Catholic Boja (nhũ danh Brkljača) từ làng Raštević. Anh đã được nuôi dạy theo công giáo Catholic.
Subašić mặc áo in ảnh của người cố đồng đội tại NK Zadar, Hrvoje Ćustić, dưới lớp tấm áo thi đấu của mình. Ćustić đã qua đời trong một tai nạn trên sân vào năm 2008. Sau trận đấu với ĐT Đan Mạch, Subašić đã lột bỏ áo đấu để trưng ra hình ảnh của bạn, nhưng FIFA đã cảnh cáo Subašić bởi "tin nhắn riêng tư" của anh, như theo luật FIFA có đề cập đến việc một cầu thủ không được phép biểu thị những hình ảnh cá nhân, mang tính chính trị, tôn giáo hoặc các loại nội dung tương tự như vậy. Quyết định được đưa ra bởi FIFA do trước đó các cầu thủ lột áo đấu để biểu thị những hình ảnh hoặc dòng chữ gây tranh cãi, nhạy cảm. Ở trận đấu liền kề sau đấy với ĐT Nga, Subašić bước lên hàng ghế CĐV để tiếp tục lột áo xuống và hiển thị hình ảnh ấy lần nửa, tuy lần này anh chỉ khoe ra một phần nhỏ thôi, vì anh đã bị thành viên ban huấn luyện của Croatia Iva Oliveri cản lại, người mà anh đã ôm lấy sau cùng.

## Thống kê

### Câu lạc bộ
Tính đến  ngày 19 tháng 5 năm 2018.
| Câu lạc bộ   | Mùa giải     | League  | League    | Cúp Quốc gia | Cúp Quốc gia | League Cup | League Cup | Châu Âu1 | Châu Âu1  | Khác2   | Khác2     | Tổng cộng | Tổng cộng |
| Câu lạc bộ   | Mùa giải     | Số trận | Bàn thắng | Số trận      | Bàn thắng    | Số trận    | Bàn thắng  | Số trận  | Bàn thắng | Số trận | Bàn thắng | Số trận   | Bàn thắng |
| ------------ | ------------ | ------- | --------- | ------------ | ------------ | ---------- | ---------- | -------- | --------- | ------- | --------- | --------- | --------- |
| NK Zadar     | 2003–04      | 1       | 0         | 0            | 0            | –          | –          | –        | –         | –       | –         | 1         | 0         |
| NK Zadar     | 2004–05      | 12      | 0         | 0            | 0            | –          | –          | –        | –         | –       | –         | 12        | 0         |
| NK Zadar     | 2005–06      | 27      | 0         | 1            | 0            | –          | –          | –        | –         | –       | –         | 28        | 0         |
| NK Zadar     | 2006–07      | 13      | 0         | 0            | 0            | –          | –          | –        | –         | –       | –         | 13        | 0         |
| NK Zadar     | 2007–08      | 28      | 0         | 0            | 0            | –          | –          | –        | –         | –       | –         | 28        | 0         |
| NK Zadar     | Tổng cộng    | 81      | 0         | 1            | 0            | 0          | 0          | 0        | 0         | 0       | 0         | 82        | 0         |
| Hajduk Split |              |         |           |              |              |            |            |          |           |         |           |           |           |
| 2008–09      | 31           | 0       | 8         | 0            | –            | –          | 3          | 0        | –         | –       | 42        | 0         |           |
| 2009–10      | 28           | 0       | 6         | 0            | –            | –          | 2          | 0        | –         | –       | 36        | 0         |           |
| 2010–11      | 20           | 0       | 0         | 0            | –            | –          | 7          | 0        | 1         | 0       | 28        | 0         |           |
| 2011–12      | 16           | 0       | 2         | 0            | –            | –          | 2          | 0        | –         | –       | 20        | 0         |           |
| Tổng cộng    | 95           | 0       | 16        | 0            | 0            | 0          | 14         | 0        | 1         | 0       | 126       | 0         |           |
| Monaco       | 2011–12      | 17      | 1         | –            | –            | –          | –          | –        | –         | –       | –         | 17        | 1         |
| Monaco       | 2012–13      | 35      | 0         | 0            | 0            | 0          | 0          | –        | –         | –       | –         | 35        | 0         |
| Monaco       | 2013–14      | 35      | 0         | 0            | 0            | 0          | 0          | –        | –         | –       | –         | 35        | 0         |
| Monaco       | 2014–15      | 37      | 0         | 0            | 0            | 0          | 0          | 10       | 0         | –       | –         | 47        | 0         |
| Monaco       | 2015–16      | 36      | 0         | 0            | 0            | 0          | 0          | 12       | 0         | –       | –         | 48        | 0         |
| Monaco       | 2016–17      | 34      | 0         | 0            | 0            | 4          | 0          | 14       | 0         | –       | –         | 52        | 0         |
| Monaco       | 2017–18      | 34      | 0         | 0            | 0            | 2          | 0          | 3        | 0         | 1       | 0         | 40        | 0         |
| Tổng cộng    | Tổng cộng    | 228     | 1         | 0            | 0            | 6          | 0          | 39       | 0         | 1       | 0         | 274       | 1         |
| Cả sự nghiệp | Cả sự nghiệp | 404     | 1         | 17           | 0            | 6          | 0          | 53       | 0         | 2       | 0         | 482       | 1         |

1Đấu trường châu Âu, bao gồm các giải UEFA Champions League và UEFA Europa League.
2Bao gồm các giải đấu khác, kể cả Siêu cúp Croatia.

### Quốc tế

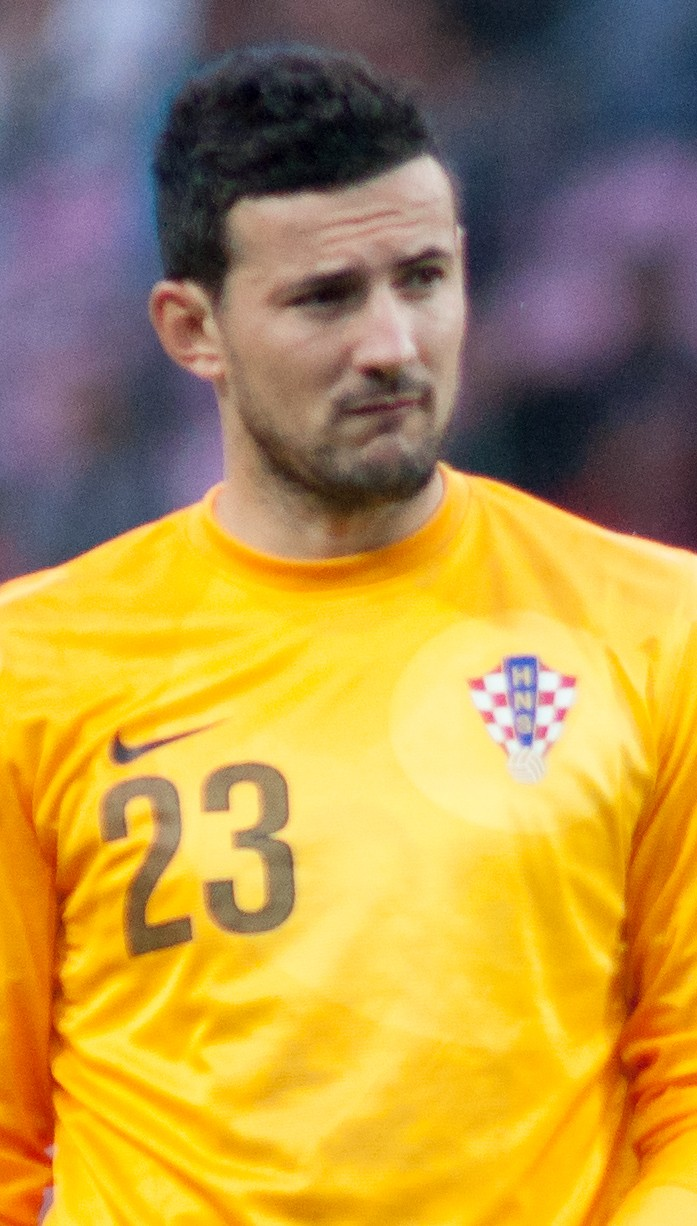
Subašić với ĐT Croatia trong năm 2013

Tính đến  ngày 15 tháng 7 năm 2018.
| Năm 2009 | 1  | 0 |
| Năm 2010 | 2  | 0 |
| 2011     | 0  | 0 |
| 2012     | 1  | 0 |
| 2013     | 1  | 0 |
| 2014     | 6  | 0 |
| 2015     | 7  | 0 |
| 2016     | 10 | 0 |
| 2017     | 7  | 0 |
| 2018     | 9  | 0 |
| Tổng     | 44 | 0 |

## Thành tích
Hajduk Split
- Cúp vô địch Croatia: 2009-10

Monaco
- Ligue 2: 2012-13
- Ligue 1: 2016-17

Cá nhân
- Ligue 1 Thủ môn của năm: 2016-17[10]
- Ligue 1 Đội hình của năm: 2016-17[36]

Đội tuyển bóng đá quốc gia Croatia
- Á quân: World Cup 2018